# Šošůvka
Šošůvka är en ort i Tjeckien.   Den ligger i regionen Södra Mähren, i den östra delen av landet, 180 km öster om huvudstaden Prag. Šošůvka ligger 566 meter över havet och antalet invånare är 737.
Terrängen runt Šošůvka är platt åt sydost, men åt nordväst är den kuperad. Runt Šošůvka är det ganska tätbefolkat, med 62 invånare per kvadratkilometer. Närmaste större samhälle är Blansko, 9,4 km sydväst om Šošůvka. Trakten runt Šošůvka består till största delen av jordbruksmark.